# ييمي أوسينباجو
أولوييمي أولوليكي أوسينباجو (من مواليد 8 مارس 1957) هو محامٍ وأستاذ وسياسي نيجيري شغل منصب النائب الرابع عشر لرئيس نيجيريا من 2015 إلى 2023. وكان عضوًا في حزب مؤتمر جميع التقدميين (APC)، كما شغل سابقًا منصب المدعي العام في ولاية لاغوس من عام 1999 إلى 2007، ويحمل لقب محامٍ أقدم لنيجيريا (SAN). في أبريل 2022، أعلن عن عزمه للترشح لمنصب رئيس نيجيريا في الانتخابات الرئاسية لعام 2023 تحت حزب مؤتمر جميع التقدميين. احتل المركز الثالث في الانتخابات التمهيدية الرئاسية للحزب والتي عقدت في يونيو 2022 بإجمالي 235 صوتًا من المندوبين.
وُلد أوسينباجو في ولاية لاغوس عام 1957، وتخرج من جامعة لاغوس وكلية لندن للاقتصاد. بعد ذلك بوقت قصير، بدأ التدريس في جامعة لاغوس بينما كان يمارس القانون حتى عام 1999. في ذلك العام، تم تعيين أوسينباجو مدعيًا عامًا ومفوضًا للعدل في مجلس وزراء حاكم ولاية لاغوس بولا تينوبو. بعد خدمته خلال فترتي تينوبو التي استمرت أربع سنوات، ترك أوسينباجو الحكومة في عام 2007 وعاد إلى ممارسة القانون وإلقاء المحاضرات جنبًا إلى جنب مع الوعظ في الكنيسة. قبل الانتخابات الرئاسية لعام 2015، تم اختياره ليكون نائبًا للمرشح الرئاسي لحزب مؤتمر جميع التقدميين محمد بخاري. استطاع الثنائي هزيمة الرئيس الحالي غودلاك جوناثان ونائب الرئيس نامادي سامبو. بعد أربع سنوات، أعيد انتخابهما للمرة الثانية. تميزت فترة ولاية أوسينباجو بارتفاع مكانته، خاصة عندما تولى السلطة كرئيس بالنيابة بينما سافر الرئيس بهاري إلى الخارج. كانت الإجراءات التي تم اتخاذها خلال فتراته القصيرة كزعيم لبلاد حاسمة ولكنها تناقضت مع أسلوب بخاري وكانت مثيرة للجدل بين الدائرة الداخلية لبخاري.

## أسرة
ولد ييمي أوسينباجو في أسرة أوبي أولوا أوسينباجو في 8 مارس 1957، في مستشفى كريك بولاية لاغوس. وهو متزوج من دولابو أوسينباجو، حفيدة أوبافيمي أولوو. ولديهم ثلاثة أطفال: ابنتان، دميلولا وكانيينسولا، وابن، فيينفولوا أوسينباجو.

## تعليم
تلقى أوسينباجو تعليمه في مدرسة كورونا الابتدائية بولاية لاغوس. التحق بكلية إغبوبي في يابا لاغوس، من 1969 إلى 1975، [9] حيث حصل على الجوائز التالية: جائزة الدولة التقديرية (1971)؛ جائزة المدرسة للخطابة الإنجليزية (1972)؛ جائزة أديوبا للخطابة الإنجليزية (1972-1975)؛ جائزة إلياس لأفضل أداء في التاريخ (WASC ، 1973)؛ جائزة المدرسة في الأدب (HSC ، 1975).
بعد ذلك درس للحصول على درجة البكالوريوس في جامعة لاغوس بين عامي 1975 و 1978، وحصل على مرتبة جيد جداً في القانون. كما حصل أيضًا على جائزة جراهام دوجلاس للقانون التجاري. في عام 1979، أكمل التدريب المهني الإلزامي لمدة عام واحد في كلية الحقوق النيجيرية حيث تم قبوله للعمل كمحام في المحكمة العليا لنيجيريا. في عام 1980، التحق بكلية لندن للاقتصاد، حيث حصل على درجة الماجستير في القانون.

## مهنة في الكنيسة
ييمي أوسينباجو هو القس المسؤول عن مقاطعة لاغوس 48 (المقر الإقليمي لشجرة الزيتون) لكنيسة الرب المسيحية المخلصة.

## في حزب مؤتمر جميع التقدميين
بعد تشكيل حزب مؤتمر جميع التقدميين (APC) في عام 2013، تم تكليف ييمي مع نيجيريين بارزين آخرين لتصميم وإنتاج بيان للحزب السياسي الجديد. وبلغ هذا ذروته في تقديم "خارطة الطريق لنيجيريا جديدة"، وهي وثيقة نشرها الحزب كبيان رسمي لها في حالة انتخابه في السلطة. تضمنت النقاط البارزة في خارطة الطريق خطة وجبات مدرسية مجانية وتحويل نقدي مشروط إلى 25 مليون نيجيري أفقر إذا قاموا بتسجيل الأطفال في المدرسة وتحصينهم. كان هناك أيضًا عدد من البرامج المصممة لخلق فرص اقتصادية للشباب النيجيري الهائل.
في 17 ديسمبر 2014، أعلن المرشح الرئاسي لحزب مؤتمر جميع التقدميين، الجنرال المتقاعد محمد بخاري، أن أوسينباجو هو نائب الرئيس المرشح للانتخابات العامة لعام 2015. خلال حملات 2014/2015 لمؤتمر جميع التقدميين ، عقد ييمي أوسينباجو العديد من الاجتماعات في جميع أنحاء البلاد ضد التجمعات الشعبية التي اعتاد عليها العديد من النيجيريين وسياسيهم. كان من وعود حملته ، التي كررها مؤخرًا ، خطة إطعام طفل في المدرسة وجبة طعام يوميًا. بالإضافة إلى إطعام أطفال المدارس ، فقد أكد مؤخرًا أن هذه الخطة ستخلق فرص عمل (وعد آخر للحملة) لأولئك الذين سيحققونها.